# Goré
Goré er en lille by i det sydlige Tchad og ligger i departementet Nya Pendé.
7°55′32″N 16°38′04″Ø / 7.9256°N 16.6344°Ø